# Unlimit Health
 (octobre 2019).
Unlimit Health (autrefois nommée Schistosomiasis Control Initiative, ce qui signifie « initiative de lutte contre la schistosomiase », ou SCI Foundation) est une organisation internationale à but non lucratif qui collabore avec les gouvernements des pays d'Afrique sub-saharienne afin d'élaborer des programmes de lutte contre les infections parasitaires (schistosomiase et helminthiases transmises par le sol, HTS). 